# Apenke
Die Apenke ist ein linker Zufluss der Söse in Osterode am Harz in Niedersachsen.

## Name
Der Fluss wird im 16. Jh. erstmals als Akemcke schriftlich erwähnt. Der Name leitet sich von *Akenbeke ab, mittelniederdeutsch für einen Bach, indem mit einem Netz gefischt wurde.

## Verlauf
Die Apenke entspringt südlich der Feenhöhe im Bärengarten. Sie fließt zunächst parallel zur Eipenke in südwestliche Richtung. Bei Augustental wird sie vom Abfluss der Teufelsbäder verstärkt. Im weiteren Verlauf fließt die Apenke nach Nordwesten und speist den Kaiserteich und Pferdeteich. Im Stadtteil Petershütte mündet sie in die Söse.

## Geschichte
Früher nutzte man die Fließkraft der Apenke zum Antrieb von diversen Wasserrädern von Gips-, Getreide- und Sägemühlen. Im Jahre 1991 wurde die Apenke in Osterode durch Freisetzen von 8 m³ Dieselkraftstoff verunreinigt.